# Zvi Sharir
Zvi Sharir (héber betűkkel צבי שריר) (1945. december 23. – 2014. november 12.) izraeli nemzetközi labdarúgó-játékvezető.

## Pályafutása

### Nemzeti játékvezetés
1978-ban lett az I. Liga játékvezetője. Az aktív nemzeti játékvezetéstől 1989-ben vonult vissza.

### Nemzetközi játékvezetés
Az Izraeli labdarúgó-szövetség Játékvezető Bizottsága (JB) terjesztette fel nemzetközi játékvezetőnek, a Nemzetközi Labdarúgó-szövetség (FIFA) 1980-tól tartotta nyilván bírói keretében. Több nemzetek közötti válogatott és klubmérkőzést vezetett, vagy működő társának partbíróként segített. Az izraeli nemzetközi játékvezetők rangsorában, a világbajnokság-Európa-bajnokság sorrendjében többedmagával a 13. helyet foglalja el 1 találkozó szolgálatával. Az aktív nemzetközi játékvezetéstől 1989-ben búcsúzott. Válogatott mérkőzéseinek száma: 6.

#### Világbajnokság
A világbajnoki döntőhöz vezető úton Spanyolországba a XII., az 1982-es labdarúgó-világbajnokságra  a FIFA JB bíróként alkalmazta.

##### Selejtező mérkőzés
| Időpont           | Helyszín                 | Mérkőzés típusa           | Mérkőzés        | Eredmény | Nézők száma |
| ----------------- | ------------------------ | ------------------------- | --------------- | -------- | ----------- |
| 1980. március 26. | Makario Stadion, Nicosia | előselejtező (2. csoport) | Ciprus–Írország | 2 – 3    | 10 000      |

## Magyar vonatkozás
| Időpont         | Helyszín                    | Mérkőzés típusa              | Mérkőzés              | Eredmény | Nézők száma |
| --------------- | --------------------------- | ---------------------------- | --------------------- | -------- | ----------- |
| 1990. június 2. | Fáy utcai Stadion, Budapest | felkészülési (643. mérkőzés) | Magyarország–Kolumbia | 3 – 1    | 4000        |